# کیکی کارون
کیکی کارون (فرانسوی: Kiki Caron‎؛ زادهٔ ۱۰ ژوئیهٔ ۱۹۴۸) بازیگر سینما و شناگر اهل فرانسه بود.
وی همچنین برندهٔ جوایزی همچون لژیون دونور (شوالیه) شده‌است.